# Pfiesteria piscicida
Pfiesteria piscicida (Steidinger & Burkholder, 1996) è una specie di alghe unicellulari, ritenuta tra le responsabili del fenomeno della marea rossa.

## Descrizione
P. piscicida è stata descritta solamente negli anni '90: poiché può presentarsi in forme molto diverse, gli individui sono stati a lungo assegnati a specie diverse.

## Scoperta e denominazione
Pfiesteria fu scoperta nel 1988 dai ricercatori JoAnn Burkholder e Ed Noga della North Carolina State University. Il nome del genere fu assegnato in onore di Lois Ann Pfiester (1936–1992), una biologa che aveva compiuto estese ricerche sui dinoflagellati.

## Biologia
La specie deve il suo nome (letteralmente: assassina di pesci) alla particolare etologia: grazie ai flagelli di cui dispone, P. piscicida aderisce alle proprie vittime e vi inietta una potente tossina che paralizza il sistema nervoso centrale e innesca la disgregazione dei tessuti. Tramite un'estroflessione a forma di proboscide, l'alga si ciba quindi degli eritrociti dell'ospite: elevate concentrazioni di P. piscicida fanno assumere alle acque il tipico colore rosso. Concluso il pasto, P. piscicida si lascia cadere sul substrato dove si incista. Può rimanere in questa condizione per diversi anni, resistendo alle condizioni avverse; la ripresa del metabolismo è attribuita alla presenza di feci nelle acque circostanti. L'ingestione di pesci infettati da P. piscicida può provocare nausea, vomito, addominalgie, diarrea e sintomi neurologici come astenia, mialgie, prurito, parestesie periorali, inversione del senso di caldo/freddo, alterazioni psichiatriche e perdita di memoria. Il quadro neurologico può persistere per mesi o anni.